# Mesodescolea
Mesodescolea è un genere di foglie fossili dalle affinità incerte dal Cretaceo Inferiore dell'Argentina e dell'Antartide. Include una sola species, Mesodescolea plicata.

## Tassonomia
Il genere fu eretto da Sergio Archangelsky su materiale dall'Aptiano della formazione Anfiteatro de Ticó. Il nome del genera celebra il naturalista argentino Horacio Descole. Originariamente, Mesodescolea fu comparata con le cicadee, specialmente il genere fossile Ctenis e il genere attuale Stangeria, ma le sue affinitá precise vennero considerate incerte. Investigazioni successive cementarono l'ipotesi che Mesodescolea era una foglia prodotta da un membro delle Stangeriaceae, allora considerata una valida famiglia delle Cycadales. Altri autori, basandosi sulla morfologia degli stomi e altri caratteri, hanno proposto un'affinità con le angiosperme, in particolare le Austrobaileyales o le Chloranthaceae.

## Descrizione
Il genere include foglie con margini lobati o altamente dissetti. La venazione é gerarchica, con le vene terziare che formano un reticolo irregolare con areole larghe e allungate. Denti di tipo chlorantoide sono presenti sui margini. La cuticola presenta stomi laterocitici, ed è caratterizzata da strie e idioblasti con cuticola perforata.

## Paleoecologia
I fossili di Mesodescolea sono localmente abbondanti nei depositi della formazione Anfiteatro de Ticó. Vengono ritrovati in associazione con fossili di Ruflorinia/Ktalenia e  Brachyphyllum. L'ambiente deposizionale è caratterizzato da depositi fluviali, e non ci sono indicazioni di trasporto dei fossili.